# Україна від Трипілля до сьогодення в образах сучасних художників
«Україна від Трипілля до сьогодення в образах сучасних художників» — всеукраїнська виставка-бієнале, проект Національної спілки художників України. Автор і куратор проекту — Олександр Мельник. Проєкт має на меті відродження української історичної картини, правдиве зображення в мистецьких творах української історії. Проект було започатковано в 2004 році. Бієнале проходить у виставкових залах Центрального будинку художника Національної спілки художників України (НСХУ). Відкриття виставки «Україна від Трипілля до сьогодення в образах сучасних художників» відбувається напередодні Дня Соборності України. Відродження та розквіт історичного живопису, появу галереї портретів українських гетьманів та козацьких полковників в Україні на початку ХХІ сторіччя мистецтвознавці пов'язують з проєктом «Україна від Трипілля до сьогодення в образах сучасних художників».

## 2004
Відкрилася 15 жовтня 2004 року в галереї мистецтв Національного університету «Києво-Могилянська академія». Основу експозиції склали високохудожні твори Валентина Задорожного, Миколи Стороженка, Галини Севрук, Опанаса Заливахи, Феодосія Гуменюка, Олександра Івахненка та інших. IV з'їзд Національної спілки художників України ухвалив проводити виставку «Україна від Трипілля до сьогодення в образах сучасних художників» кожні два роки.

## 2006
Відкрилася 20 січня 2006-го за сприяння Міністерства культури і туризму України. Присвячена Дню Соборності України. У Центральному будинку художника. було розгорнуто експозицію зі 149 творів живопису та скульптури 93 художників з усіх реґіонів України. У творах знайшли відображення усі найважливіші періоди нашої історії: трипільський, скіфський, давньоруський, козацький до 1917 року, революції 1917-20 років, радянський, сучасний. Крім старших майстрів історичного жанру: Василя Забашти, Віталія Кравченка, Миколи Стороженка, Степана Рєпіна, Володимира Чепелика, Галини Севрук, Віктор Полтавця та художників середнього покоління: Віктора Гонтарова, Михайла Гуйди, Феодосія Гуменюка, Олександра Івахненка, Віри Баринової-Кулеби, Анатолія Куща, у виставці взяли участь і молоді митці трьох мистецьких шкіл, що готують майстрів історичного жанру в Україні: майстерні М. Стороженка та Ф. Гуменюка (Київ) і майстерні В. Гонтарова (Харків).
- Міністерство закупило, на прохання музеїв і заповідників, чимало творів, серед яких «Портрет І. Мазепи» Андрія Гончара, «Конотоп» Миколи Данченка, «Бій під Крутами» Олеся Солов'я.[4][5]

## 2008
Відбувалася з 8 по 28 січня 2008 року. Була присвячена пам'яті жертв Батуринської трагедії, 300-річчя якої виповнилося у 2008 році. З метою залучення молодих митців до висвітлення цієї теми 11 листопада 2007 було організовано поїздку 30-ти студентів-дипломників і молодих викладачів Київської і Харківської академій мистецтв та Київського інституту ім. Бойчука до Батурина. Не оминули митці і теми Голодомору 1932—1933 років. На виставці було представлено 180 творів 120 учасників. Після показу у Києві була експонована у Львові, Донецьку та Мукачеві.

## 2010
Проходила з 21 січня по 7 лютого 2010 року. Була присвячена Дню Соборності України. На виставці експонувалося 240 творів, серед яких роботи як знаних майстрів Василя Забашти, Миколи Стороженка, Василя Гуріна, Феодосія Гуменюка, Віри Баринової-Кулеби, так і твори молодих митців. Було представлено дві роботи Віктора Гонтарова  з серії «Мій Гоголь», за яку він у 2009 році був удостоєний Шевченківської премії. Виставку показали у Дніпропетровську (лютий 2010), Запоріжжі (березень 2010), та Одесі (квітень 2010).

## 2012
Відкрилася у січні 2012 року. Була присвячена 1160-й річниці української державності. Були представлені 224 твори живопису, скульптури, кераміки, а також гобелени художників з усіх регіонів України. Експозиція виставки була побудована за хронологічним принципом (Трипілля, скіфи та сармати, Київська Русь та слов'яни, козаччина, революція та громадянська війна 1917—1922 років, радянський період, часи незалежності).
На виставці були представлені полотна відомих митців: Віктора Ковтуна, Василя Забашти, Феодосія Гуменюка, Микола Стороженка, їхніх учнів Олександра Івахненка, Олеся Солов'я, Анни Фурс, Наталки Мелесь, Серед робіт: гобелени Івана-Валентина Задорожного, розроблені для готелю «Либідь» на початку 80-х років, зокрема «Кий, Щек, Хорив і сестра їх Либідь», його картини «Роксолана», «Аліпій», полотно «Діяння Андрія Боголюбського на Русі» Олександра Мельника, скульптура «Характерник» Івана Фізера, «Українське сузір'я» Олексія Потапенка, триптих «Було, є і буде» Віри Баринової-Кулеби, портрет Григора Тютюнника роботи Василя Березового, портрет Івана Миколайчука роботи Марії Чепульської, портрет Джеймса Мейса роботи Тамари Даниленко, великі скульптури — бюсти гетьманів роботи Анатолія Куща, дипломні роботи молодих художників («Без памяти любящий вашу душу…» Альони Ясенєвої) тощо.
Представлені харківська школа монументального живопису під проводом Віктора Гонтарєва та київська школа історичного живопису Миколи Стороженка.

## 2014
Шоста виставка проходила з 17 січня по 2 лютого 2014 року. Присвячена 200-річчю від дня народження Тараса Шевченка. На виставці було представлено 196 творів 121 митця з усіх регіонів України. Основний акцент виставки було зроблено на житті поета та осмисленні його творчості.
Окрасою центральної зали став банер мозаїчного панно «Світло з пітьми» Миколи Стороженка із зображенням узагальненого образу геніального пророка українського народу. В палаючому факелі відчувається дух Шевченка, його настрій, його голос, сповнений прагнення змінити життя на краще.
Майже в повному обсязі була представлена шевченкіана Анатолія Куща — весь життєвий шлях Кобзаря: «Козачок Енгельгардта», «Мені тринадцятий минало», «Шевченко у Літньому саду», «Шевченко та Варвара Рєпніна. Велика любов», «Т.Шевченко і М.Чернишевський», «Пророк».
На виставці були представлені роботи не тільки знаних майстрів Валентина Задорожного, Веніаміна Кушніра, Віктора Полтавця, Володимира Федька та відомих художників Василя Забашти, Людмили Семикіної, Галини Севрук, Віри Кулеби-Баринової, Володимира Прядки, Віктора Ковтуна, Феодосія Гаменюка, Олександра Івахненка, Олега Омельченка, Миколи Стороженко та інших, але й дипломні роботи випускників Національної академії образотворчого мистецтва і архітектури.

## 2017
Сьома виставка відбувалася з 22 січня по 7 лютого 2016 року. Присвячена Революції Гідності і всім визвольним змаганням українського народу. На виставці було представлено біля трьохсот творів митців з усіх регіонів України.
- Спеціально до цієї виставки готували свої нові твори як видатні майстри Василь Забашта, Олександр Ворона, Галина Севрук, Володимир Прядка, Віра Баринова-Кулеба, Феодосій Гуменюк та митці середнього покоління, так і студенти Київської та Харківської академій мистецтв.
- До експозиції також увійшли твори Валентина Задорожного, Миколи Стороженка та Олекандра Івахненка, левова частина творчого доробку яких присвячена історичній тематиці, та роботи безпосередніх учасників Революції Гідності Марини Соченко, Василя Корчинського, Устима Федька, Катерини Ткаченко.[9]

## 2018
Проходила з 19 січня по 4 лютого 2018 року. Була присвячена 100-річчю проголошення незалежності Української Народної Республіки. Діячі українського Відродження на полотнах і плакатах та у скульптурі, представлених на виставці, постають державотворцями, що присвятили життя визволенню України. Для експонування було відібрано біля 300 творів історичного жанру 180 митців з усіх регіонів України, серед них твори майстрів-класиків Валентина Задорожного, Веніаміна Кушніра, Миколи Стороженка, Володимира Федька, Олександра Івахненка, нові твори митців сьогодення Василя Чебаника, Андрія Ментуха, Василя Гуріна, Віри Кулеби-Баринової, Віктора Ковтуна, Анатолія Куща, Володимира Пасівенка, Петра Малишка, Микола Білика, Володимира Кабаченка та інших і полотна молодих митців.
- Богдан Ткачик, народний художник України, представив на виставці три роботи. Це портрет Михайла Бойчука, написаний до сторіччя від дня народження митця (1982) — перший портрет видатного художника (зберігається у Тернопільському художньому музеї, і автор спеціально взяв її, щоб представити на бієнале), робота «Колесо історії України», що передає передісторію Майдану, починаючи з козацької доби, (поряд із козаками зображено воїнів Небесної Сотні) та картина митця «Заповіт патріарха», на якій зображені всі патріархи Української Греко-Католицької Церкви від Андрея Шептицького до Святослава Шевчука.
- Валерій Франчук, лауреат Шевченківської премії, спеціально для виставки сворив триптих «Майдан. Революція гідності». На лівій стороні роботи зображена мирна хода, в центрі — «беркутівці», на правій стороні — спротив.
- Анатолій Кущ, дійсний член Академії мистецтв України, представив скульптурну композицію «Три державності» та проєкт пам'ятника Івану Мазепі у Києві, що мав був споруджений у столиці ще у 2009 році.
- Віра Баринова-Кулеба, народна художниця України, запропонувала відвідувачам дві картини автообіографічного характеру. Героями картини «Синок, ходи сам» стали мати та брат мисткині.
- Марина Соченко зобразила у своїх роботах діячів УНР. Вона представила галерею портретів історичних осіб — мецената Євгена Чикаленка, композитора Миколи Леонтовича, академіка Сергія Єфремова, педагогині Софії Русової, філософа Дмитра Донцова та інших.[10]

## 2020
Відбувалася з 17 січня по 2 лютого 2020 року. На виставці було представлено 244 роботи (живопис, плакати, іскульптура) митців з усіх регіонів України. Серед авторів — класики, сучасні художники і студенти. Тематично виставка охопила різні історичні періоди, представила сюжетне різноманіття: портрети історичних постатей та українських військових, пасторальні картини за мотивами творів Тараса Шевченка, картини драматичних та трагічних моментів історії України, картини із різдвяним настроєм, світлими та радісними сюжетами.
- Алегоричним уособленням духовного протистояння українців ворогам стали скульптури Анатолія Куща «Христос і антихрист», «Княгиня Ольга», «Володимир Хреститель», «Ярослав Мудрий», «Петро Могила»
- Галерея образів українських церковних діячів була представлена історичними портретами митрополита Василя (Липківського) і патріарха Володимира (Романюка) роботи Леоніда Гопанчука, патріарха Філарета (Денисенка) роботи Миколи Кутняхова, портрет митрополита Епіфанія (Думенка), написаний Олексієм Григоровим, і портрет Блаженнішого Любомира (Гузара) роботи Богдана Ткачика.

- Духовний шлях України знайшов втілення у епічному полотні «Будівничі Українського Православ'я» Василя Корчинського, іконі «Покрова Богородиці», написаною Мариною Соченко для військової каплиці на Аскольдовій могилі, та в її роботі «Молимося за Україну».
- Щирість і глибину українського православ'я, красу церковних традицій показали полотна «По образу і подобію» (О. Мельника), «Пам'яті про Аскольдове хрещення» (В. Троценка), «Томос» (В. Кабаченка), «Козелецький монастир» (В. Шуліка), «Кирилівська церква» (Г. Кириленко-Бараннікової), «Святі гори» (В. Копайгоренка), «Молитва за Україну» (Т. Ткача).
- Глибоко зворушує і примушує зупинитися в роздумах серія робіт видатної української художниці Віри Баринової-Кулеби: «Наймичка», «До мами», «Катерина», написаних за мотивами творів Тараса Шевченка.

На виставці були представлені твори класиків української образотворчості: Івана-Валентина Задорожного, Миколи Стороженка, Веніаміна Кушніра, Олександра Івахненка, а також майстрів сучасності Віри Баринової-Кулеби, Володимира Пасівенка, Феодосія Гуменюка та інших.
Ігор Ліховий, екс-міністр культури, наголосив, що на виставці представлена мисляча, високодуховна, воююча Україна.

## 2022
X Всеукраїнське історичне бієнале «Україна від Трипілля до сьогодення в образах сучасних художників» відбувалося у столичному Будинку художника з 2 по 25 грудня.
На виставці представлені твори відомих українських художників-класиків та молодих митців, присвячені 300-річчю Григорія Сковороди, страшній війні — трагедії мільонів українців, героїчному народному спротиву окупантам, подвигу Збройних сил України.
Серед творів, які експонуються на виставці «Де моє сонце? Де?» Р. Кутняка, «Генеза. Трипільська богиня» В. Андріяшка, «Раїса Надашківська. Народна артистка України» Р. Петрука, «Тривога» М. Базак, «В пошуках істини» та «Весна прийшла» М. Білика, «Дерево життя» та «De Libertate. Лірник» В. Копайгоренка, «Митці та їх твори. Портрет О. Ганжі» Н. Литовченко, «Український гопак» та «Богоматір Захисниця» В. Прядки, «Сучасний килим Поділля» А. Сивокінь та багатьох інших.

Куратор проєкту Олександр Мельник зазначив: 
«Виставком відібрав 42 твори на теми життя і творчості філософа. Та війна внесла свої корективи в плани митців. Їх переживання трагедії і подвигу народу втілились на полотнах, писаних підчас ракетних обстрілів, відключень електроенергії та опалення, деким в евакуації, а то й в окупації… Тож образи великого мислителя дивитимуться на глядача часом з-поміж зафіксованих на полотнах руїн, з полум'я війни. Він стоятиме на весь зріст поруч із захисниками Маріуполя. І все це на тлі багатовікової нашої історії в яку ви зможете зануритись, переходячи із залу в зал»
.